# Parisus ruficeps
Parisus ruficeps är en tvåvingeart som först beskrevs av Macquart 1840.  Parisus ruficeps ingår i släktet Parisus och familjen svävflugor. Inga underarter finns listade i Catalogue of Life.